# National Institute on Deafness and Other Communication Disorders
Le National Institute on Deafness and Other Communication Disorders (Institut national de la surdité et des autres troubles de la communication), abrégé plus couramment par l'acronyme anglais NIDCD, est une organisation membre des National Institutes of Health (« Instituts nationaux de la santé ») des États-Unis. Elle a pour mandat de mener et de soutenir la recherche biomédicale et comportementale ainsi que la formation à la recherche sur les processus normaux et perturbés de l'audition, de l'équilibre, de l'odorat, du goût, de la voix, de la parole et du langage. L'institut mène et soutient également des recherches et des formations en recherche liées à la prévention des maladies et à la promotion de la santé ; il s'attaque aux problèmes biomédicaux et comportementaux particuliers associés aux personnes souffrant de troubles de la communication ; et il soutient les efforts visant à créer des dispositifs qui remplacent les fonctions sensorielles et de communication perdues ou altérées.
Le 3 septembre 2019, Debara L. Tucci est devenue la première femme nommée au poste de directrice du NIDCD depuis la fondation de l'institution en 1988,,.
Contrairement à d'autres instituts, le NIDCD a mis fin en 1999, pour l'ensemble de l'institut, au mécanisme de subvention des grands centres appelés Multi-Purpose Research and Training Centers (Centres de recherche et de formation polyvalents), se concentrant plutôt sur les bourses de recherche pour des projets uniques (appelées R01).

## Directeurs de l'institut
Liste des directeurs de 1988 à aujourd'hui.
| Portrait | Directeur                      | Prise de fonction | Départ            |
| -------- | ------------------------------ | ----------------- | ----------------- |
|          | Jay Moskowitz (acteur)         | 31 octobre 1988   | 10 février 1990   |
|          | James B. Snow, Jr.             | 11 février 1990   | 15 septembre 1997 |
|          | James F. Battey, Jr.           | 10 février 1998   | 31 mai 2018       |
|          | Judith A. Cooper (intérimaire) | 1er juin 2018     | 2 septembre 2019  |
|          | Debara L. Tucci                | 3 septembre 2019  | Encore en poste   |